# Vampyren
Vampyren (literalment "el vampir") és una pel·lícula muda sueca dirigida l'any 1913 per Mauritz Stiller.

## Sinopsi
El tinent Roberts s'enamora de la germana del seu comandant, Theresa, una dona sense escrúpols que l'enganya per diners i l'obliga a treure una lletra de canvi. La mare del tinent s'ofereix a vendre joies per ajudar-lo a pagar, però no n'hi ha prou. Mata el seu creditor i es veu obligat a fugir a Amèrica. Uns anys més tard, hi aconsegueix una feina com a dissenyador de teatre i al teatre on torna a treballar retroba la Theresa per casualitat, perquè és la protagonista del següent espectacle; encara s'enamora d'ella, però ella no vol saber res d'ell. Aleshores també intenta matar-la; ella està espantada, però torna i el cura fins i tot després que es caigui mentre pinta un decorat. La parella esdevé inseparable.

## Repartiment
- Victor Sjöström: tinent Roberts
- Anna Norrie: la mare del tinent
- Lili Bech: Theresa
- Nils Elffors : l'ordenança del tinent, germà de Theresa
- Agda Helin : la minyona de Theresa

## Producció
Aquesta pel·lícula es va rodar a la segona meitat del mes de maig de 1912. Aquesta és la primera pel·lícula en la qual interpreta Victor Sjöström; aquest immediatament després s'adona de Trädgårdsmästaren en la qual també hi actua. Vampyren és el primer paper real de Lili Bech al cinema. Els rodets de la pel·lícula Vampyren han desaparegut, llevat d'una breu escena de petons entre Lili Bech i Victor Sjöström, el primer primer pla del cinema suec. En aquell moment, els dos actors eren marit i muller a la vida real. S'han conservat les fotografies del rodatge.